# Alain Péréa
Alain Perea, né le 5 juin 1971 à Béziers (France), est un cadre de la fonction publique territoriale et un homme politique français, membre de La République en marche. Il est élu député de la 2e circonscription de l'Aude en 2017.

## Carrière professionnelle
Cadre de la fonction publique territoriale, il commence sa carrière en 1992 à la direction du SIVOM Narbonne rural, syndicat intercommunal autour de Narbonne. 
En 2003, il prend la direction du Syndicat Intercommunal de cohérence territoriale de la Narbonnaise qui élabore et approuve l'un des premiers SCoT de France. 
Après avoir été directeur de campagne du futur maire de Narbonne, Jacques Bascou, lors de la campagne municipale de 2008, il assure successivement la direction générale des services de la ville de Narbonne puis la direction générale adjointe de la Communauté d'agglomération du Grand Narbonne .
De 2012 à 2017, Alain Péréa est directeur du Parc naturel régional de la Narbonnaise en Méditerranée.

## Mandat de député
Il est investi par La République en marche dans la 2e circonscription de l’Aude pour les élections législatives de 2017. Il arrive en tête des suffrages exprimés au premier tour avec 27,32 %. Il obtient 58,46 % des suffrages exprimés au second tour en battant le candidat du Front national.
Il démissionne de ses fonctions de maire et de vice-président de la communauté d’agglomération mais reste conseiller municipal et conseiller communautaire.
Il est membre de la commission du Développement durable et de l'Aménagement du territoire. Lors de la séance du 29 juin, il est élu vice-président de cette commission.
En juillet 2019, à l'occasion de la remise en jeu des postes au sein de la majorité, il se porte candidat à la présidence de la commission du Développement durable et de l'aménagement du territoire. Il obtient 65 voix lors de l’élection interne, face à la présidente sortante Barbara Pompili qui est réélue au premier tour avec 165 voix. Intéressé par les questions d'urbanisme, il fait campagne sur un élargissement des sujets dont se saisit la commission, contestant le choix de Barbara Pompili de privilégier presque exclusivement les dossiers environnementaux. Il quitte son poste de vice-président de la commission en septembre 2019.
À plusieurs reprises, il s'oppose à son groupe parlementaire ou au gouvernement. Par exemple, en 2019, il est le seul député de la majorité à voter contre la loi de réforme de la fonction publique, dénonçant un manque d'ambition pour la fonction publique hospitalière. L'année précédente, il fait également adopter un amendement sur l'affichage du pays d'origine des vins importés contre l'avis de son gouvernement.
Battu aux élections législatives de 2022, il est nommé en 2023, par arrêté ministériel,  inspecteur au Conseil général de l’alimentation, de l’agriculture et des espaces ruraux.

## Polémiques

### Réglementation de la chasse
Passionné de chasse, il est intronisé au sein de plusieurs confréries dont celles de Las Clouas de La Palme, des consuls de Leucate, le Cercle des initiés de la Siranière et Mesnie des Chevaliers du Fitou. En octobre 2018, alors que le débat autour de la chasse est intense à la suite de la mort d'un cycliste anglais tué accidentellement par un chasseur de 22 ans en Haute-Savoie, il crée une vive polémique en demandant d'interdire la pratique du VTT pendant les quatre mois de la saison de la chasse afin d'éviter les accidents de chasse,,, propos qu'il dira « regretter » par la suite mais sans les démentir ni les condamner. En mars 2021, alors que la Cour de justice de l'Union européenne se prononce contre la reprise de la chasse à la glu en France, le député estime « regrettable [qu'on] laisse mourir des pratiques ancestrales ».

### Moralisation de la vie publique
Il est cité par le journal Le Monde dans un article consacré aux « entorses des candidats LREM à la moralisation de la vie publique » pour avoir été épinglé en 2010 par la chambre régionale des comptes (CRC) de Languedoc-Roussillon pour une rémunération sans rapport avec la mission prévue lors de la signature d'un contrat.

### Tentatives de caviardage de l'article Wikipédia
Selon L'Obs, lors de la création de cet article Wikipédia le 19 juin 2017 à la suite des élections législatives, des « tentatives de censure » et des interventions « visiblement partisanes » ont été enregistrées.